# Napasabok
Napasabok is een bestuurslaag in het regentschap Lembata van de provincie Oost-Nusa Tenggara, Indonesië. Napasabok telt 439 inwoners (volkstelling 2010).